# Monomma horni
Monomma horni là một loài bọ cánh cứng trong họ Zopheridae. Loài này được Pic mô tả khoa học năm 1933.